# تمدن نوراگه‌ای
تمدن نوراگه‌ای که با عنوان فرهنگ نوراگه‌ای هم شناخته می‌شود تمدنی باستانی است که در عصر برنز در جزیرۀ ساردینیای ایتالیا در دریای مدیترانه شکل گرفته است. بر اساس نظریۀ سنتی که توسط جیووانی لیلیو در سال ۱۹۶۶ ارائه شده، این تمدن پس از مهاجرت های متعدد مردم مرتبط با فرهنگ بیکر از جهت غرب، که فرهنگ‌های محلی عصر مس را تسخیر و آن‌ها را دچار گسست کردند، توسعه یافته است؛ پژوهشگران دیگر برای این تمدن منشأیی بومی فرض کرده‌اند. تمدن نوراگه‌ای از قرن ۱۸ پیش از میلاد (عصر برنز میانه)، تا عصر آهن و یا تا زمان استعمار روم در ۲۳۸ قبل از میلاد ادامه یافت. برخی دیگر برقراری این فرهنگ را حداقل تا قرن دوم پس از میلاد و در برخی مناطق، یعنی بارباجا، تا قرن ششم پس از میلاد و یا حتی احتمالاً تا قرن یازدهم پس از میلاد می‌دانند. اگرچه باید متذکر شد که ساخت نوراگۀ جدید از قبل و در قرن دوازدهم تا یازدهم قبل از میلاد در دورۀ پایانی عصر برنز متوقف شده بود.
تمدن نوراگه‌ای از جمله با تمدن میسنی در یونان، فرهنگ های آپنینی و تراماره در شبه‌جزیرۀ ایتالیا، فرهنگ تاپسوس سیسیل و مرحله نهایی فرهنگ ال آرگار در شبه‌جزیرۀ ایبری، معاصر بوده است.
صفت «نوراگیک» (نوراگه‌ای) نه یک نام قائم‌به‌خود است و نه نامی قومی. این نام از نوعی بنا به نام نوراگه برگرفته شده، که نوع برج-قلعه است که ساردینیایی‌های باستان در تعداد زیاد از حدود ۱۸۰۰ قبل از میلاد ساخته‌اند و شاخص‌ترین بنای تاریخی جزیره به شمار می‌آید. امروزه بیش از ۷۰۰۰ نوراگه در چشم‌انداز ساردینیا پراکنده است.

به جز چند سند سنگ‌نوشتۀ کوتاه محتملاً متعلق به آخرین مراحل تمدن نوراگه‌ای، هیچ سند مکتوبی از این تمدن کشف نشده است. تنها اطلاعات مکتوب موجود از ادبیات کلاسیک یونانیان و رومیان، مانند ارسطوی دروغین و دیودور سیسیلی به‌دست آمده و می‌تواند بیشتر از آنکه تاریخی باشد، اسطوره‌ای تلقی شود.